# Gunnar Liljedahl
Kjell Gunnar Liljedahl, född 10 juni 1945, är en svensk ingenjör. Liljedahl är hedersdoktor vid Luleå tekniska universitet sedan 2003. Han grundade Liko AB 1979 och var senare verksam som VD och chefskonstruktör för Likokoncernen. Bosatt i Luleå.